# Solsonský most
Solsonský most (katalánsky Pont de Solsona) je kamenný most na území obce Solsona, v katalánské provincii Lleida, zahrnutý do soupisu architektonického dědictví Katalánska (IP 37007).
Most je z kamene a byl postaven v 18. století nad řekou Riu Negre – pravostranným přítokem řeky Cardener. Měl 12 oblouků. V současné době má pouze tři. Proti nepatrnému toku říčky jde o příliš velký most.